# Klaus Fischer (voetballer)
Klaus Fischer (Kreuzstraßl, 27 december 1949) is een voormalig Duits voetballer.
Hij kwam uit voor de Duitse Bundesliga clubs 1860 München, FC Schalke 04, FC Köln en VfL Bochum. Fischer stond bekend als een veel scorende spits. Zo is hij met 182 doelpunten in 295 wedstrijden voor FC Schalke 04 nog steeds topscorer aller tijden van de club. Ook in het Duits voetbalelftal wist hij 32 maal te scoren in 45 gespeelde interlands.
In 1977 scoorde Fischer met een omhaal in een interland tegen Zwitserland wat door velen in Duitsland als het Doelpunt van de Eeuw wordt beschouwd.

## Erelijst
- 1972 DFB-Pokal-winnaar
- 1972 Duits vice-kampioen
- 1976 Topscorer van de Bundesliga (29 goals)
- 1977 Duits vice-kampioen
- 1982 Vice-wereldkampioen
- 1982 Duits vice-kampioen
- 1983 DFB-Pokal-winnaar
- 1988 DFB-Pokal-winnaar